# La Violencia
La Violencia var en borgerkrig, som fandt sted i Colombia fra omkring 1948 til 1958. 
Konflikten udspandt sig mellem støtter af det landets liberale parti og det konservative parti. 
Krigen kostede mellem 180.000 og 300.000 menneskeliv. 
La Violencia begyndte med drabet på Jorge Eliécer Gaitan i 1948, hvorefter en række oprør i tog fat i Bogotá, ligesom en række opstande bredte sig i resten af landet.